# Estadio Bosque Grande
El Estadio Bosque Grande (también llamado Estadio del Bosque Grande o Estadio de la Liga Caaguazú de Fútbol) es un estadio de fútbol de Paraguay que se encuentra ubicado en la zona norte de la ciudad de Caaguazú, a unos 2 km de la Ruta PY02 y a 1 km de la ruta PY13.
El predio actualmente posee una capacidad de 5 000 personas, pero en el futuro se pretende aumentar su aforo a 10 000 espectadores.
En este estadio oficia de local el Club Deportivo Caaguazú, de la tercera división y también el Pastoreo FC del vecino municipio de Juan Manuel Frutos, que actualmente milita en la segunda división.

## Toponimia
Recibe el nombre de "Bosque Grande" debido al origen del nombre de la ciudad de Caaguazú, que viene del guaraní Ka'aguy guasú (literalmente "Bosque Grande", "Yerbal Grande" o "Monte espeso").

## Historia
Desde la fundación del Club Deportivo Caaguazú en el año 2008 y su ascenso a la división intermedia 2009 ya surgió la necesidad de tener un estadio propio para la Liga Caaguaceña de Fútbol, quien mientras tanto oficiaba de local en el Estadio Federico Llamosas del Club 8 de Diciembre.
Luego de muchas idas y vueltas, gracias al apoyo económico del gobierno paraguayo, la Secretaría Nacional de Deportes y la APF, el 10 de agosto de 2021 se inició la construcción del estadio.
Finalmente, el 27 de julio de 2023, el estadio de la Liga Caaguaceña de Fútbol fue inaugurado, en presencia del presidente Mario Abdo Benítez y otras autoridades.